# Sixmilebridge
Sixmilebridge (Iers: Droichead Abhann Uí gCearnaigh; wat zoveel betekent als "Brug over de rivier van O'Kearney") is een dorp in County Clare, Ierland. De plaats is gelegen ongeveer halverwege Ennis en Limerick aan de voormalige verbindingsweg tussen beide steden. De snelweg N18, de moderne verbindingsweg, passeert echter op enige afstand.
Een groot deel van de beroepsbevolking van Sixmilebridge werkt tegenwoordig in Ennis, Limerick of Shannon. De groei kwam met name op gang door de aanleg van Shannon Airport, waarvan veel medewerkers eerst in Sixmilebridge en later in Shannon woonden. In de recentere jaren zijn daarom enige honderden woningen gebouwd, wat het weer aantrekkelijk maakte voor nieuwe winkels en bedrijven.

## Geschiedenis
Het oorspronkelijke dorp ontstond bij een oversteekplaats in de O'Garney Rivier. Aan het einde van de 17e eeuw ontstond de nodige industrialisatie door de komst van Nederlandse molenaars met hun watermolens. Deze episode eindigde abrupt met de bouw van een tolbrug over de rivier door Henry D'Esterre. De brug was een zegen voor het personenverkeer over de verkeer maar maakte de handel met Nederland onmogelijk.
De ongebruikelijke Engelse naam van het dorp was volgens Thomas Dinely afgeleid van de afstand tot Limerick. In 1681, na een bezoek aan Sixmilebridge, beschreef hij het als "Vanaf Bunratty Castle, de zetel van de Graaf van Thomond, naar Sixmilebridge, dat ook tot de bezittingen van de graaf behoort, is drie mijl. Daarvandaan zijn er twee wegen naar Limerick: namelijk die langs de oliemolens en de zetel van de Mc Namara's of die over de hoge berg, bekend om zijn fraaie uitzicht en bekend als Gallow Hill. De eerste staat bekend als de lage en de ander als de hoge weg naar Limerick, Via beide wegens is het 6 mijl naar Limerick, vandaar de naam."
Volgens de lokale verhalen was het beroemde duel tussen Daniel O'Connell en Norcot d'Esterre-familie in februari 1815 veroorzaakt door O'Connells weigering om de tol te betalen. Nader bewijs ontbreekt echter. De brug overleefde het duel tot op de dag van vandaag, D'Esterre echter niet.

## Transport
De spoorlijn Limerick-Ennis loopt door het dorp heen. Het station werd geopend op 17 januari 1859 en uiteindelijk op 17 juni 1963 gesloten. Het station is op 29 maart 2010 heropend als onderdeel van de Western Railway Corridor. .

## Trivia
Sixmilebridge kent een fraaie en bloeiende "Duck Inn" (Eendencafé) op de O'Garney rivier. De "Duck Inn" is een drijvend platform met een rietgedekte opbouw, inclusief glazen ramen en beschilderde muren. Het vormt een belangrijk onderdeel van de toeristische wandeling door Sixmilebridge.